# 1607 en musique classique
| \| • Retour à la chronologie générale de la musique classique • \| |
| Grèce • Rome • Haut Moyen Âge • VIIIe siècle • IXe siècle • Xe siècle • XIe siècle XIIe siècle • XIIIe siècle • XIVe siècle • XVe siècle • XVIe siècle • XVIIe siècle XVIIIe siècle • XIXe siècle • XXe siècle • XXIe siècle |
| • Retour à la chronologie générale de la musique classique • |

| Années en musique classique : 1604 - 1605 - 1606 - 1607 - 1608 - 1609 - 1610    |
| Décennies en musique classique : 1570 - 1580 - 1590 - 1600 - 1610 - 1620 - 1630 |

## Événements
- 24 février : création, au palais ducal de Mantoue, de L'Orfeo de Claudio Monteverdi.
- Publication des Scherzi musicali de Claudio Monteverdi.

## Naissances
- 31 mars : Andreas II Ruckers, facteur de clavecins flamand († vers 1655).
- 6 novembre : Sigmund Theophil Staden, instrumentiste, organiste, théoricien et compositeur allemand († 30 juillet 1655).

Date indéterminée : 
- Joannes Loisel, chanoine régulier, maître de chant et compositeur flamand († 1660).

## Décès

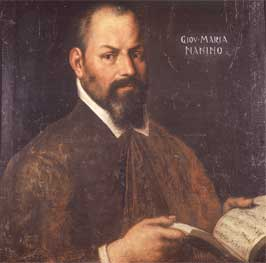
Giovanni Maria Nanino

- 11 mars : Giovanni Maria Nanino, compositeur et maître italien.
- 10 septembre : Luzzasco Luzzaschi, compositeur italien (° vers 1545).